# Mowczany (obwód chmielnicki)
Mowczany (ukr. Мовчани) – wieś na Ukrainie, w obwodzie chmielnickim, w rejonie chmielnickim, w hromadzie Szczyboriwka. W 2024 liczyła 200 mieszkańców, spośród których 199 wskazało jako ojczysty język ukraiński.